# Ekkehart Rautenstrauch

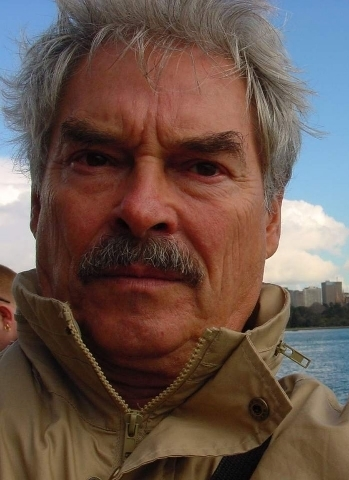
Ekkehart Rautenstrauch, 2002

Ekkehart Rautenstrauch (* 5. Januar 1941 in Zwickau; † 3. Januar 2012 in Nantes) war ein deutsch-französischer Künstler, der von 1968 bis zu seinem Tod in Nantes in der Bretagne (Frankreich) lebte.

## Privates Leben
Ekkehart Rautenstrauch wurde als Zweiter von drei Söhnen im Januar 1941 in Zwickau geboren. Der Vater Wolfgang, Lehrersohn aus Borna, war von Beruf Gynäkologe, sehr musisch veranlagt und blieb bis ins hohe Alter ein ausgezeichneter Klavierspieler. Noch vor dem Kriegsende entschloss sich die Familie, in den Westen zu fliehen und lebte dort in mehreren kleinen schwäbischen Gemeinden. 1948 kehrte der Vater aus der Gefangenschaft zurück. Bis 1954 lebte die Familie in Sulz am Neckar, danach in Ebingen.
Rautenstrauch entwickelte früh eine musische Begabung, wobei lange Zeit die Musik und das Klavierspiel im Vordergrund standen. Später trat die bildnerische Kunst in den Vordergrund. Die erste Ausstellung von Malerei erfolgte mit 17 Jahren.
Nach bestandener Reifeprüfung 1962 in Ebingen studierte er Malerei an der Staatlichen Akademie der Bildenden Künste Stuttgart.
Danach zog er 1967 nach Paris, wo er ein kleines Atelier bezog. Hier lernte er seine zukünftige Frau Ségolène Pirlot de Corbion, eine Fotografin, kennen. Mit ihr zog er 1969 in den Westen Frankreichs in die Region Département Loire-Atlantique in der Nähe von Nantes um. Aus der Ehe, die nach 20 Jahren im Jahr 1989 endete, gingen drei Kinder hervor.
In den 1990er Jahren prägten Wohnungsnot und Geldknappheit sein Leben. Seine französischen Freunde und Kollegen ermöglichten neue Ausstellungen, so dass die künstlerische Arbeit langsam wieder in den Vordergrund rücken konnte. 1992 kam es zu einer nur kurz anhaltenden neuen Verbindung mit Yolanda Balen-Hernandez. Ab 2000 bis zu seinem Tod 2012 lebte er mit seiner dritten Frau Muriel Lucas zusammen.
Am 3. Januar 2012 ist Ekkehart Rautenstrauch in Nantes gestorben.

## Künstlerischer Werdegang
Während seines Studiums der Malerei ab 1962 an der Staatlichen Akademie der Bildenden Künste Stuttgart wurde er unter anderem von den Professoren Heinrich Wildemann und Hannes Neuner geprägt. Besonders die Bauhaus-Künstler Lázló Moholy-Nagy und Kurt Schwitters wurden zu Vorbildern, aber auch der Einfluss Willi Baumeisters, der jahrelang zuvor in der Kunstakademie Stuttgart wirkte, wirkten auf ihn.
In den Jahren 1965–1966 folgten Studienreisen mit Malerfreunden nach Tunesien und Marokko, danach installierte er sich in Paris als freier Maler. Durch seine Frau konnte er sich schnell mit den verschiedensten chemischen Prozessen bei der Entwicklung von Fotografien vertraut machen. Er begann mit Licht und den chemischen Reaktionen zu experimentieren. Die herkömmlichen Malerutensilien wie Leinwand und Pinsel wurden verlassen, es entstanden Musikzitate auf Fotopapier sowie Licht-Zeichnungen mit Graphiken.
In den Jahren 1969/1970 erfolgte der Umzug von Paris nach Aigrefeuille-sur-Maine nahe Nantes (Loire-Atlantique). Rautenstrauch arbeitete nun viel in der Natur, gestaltete diese neu und hielt die Veränderung fotografisch fest. Gemeinsame Aktionen mit den benachbarten Bauern, der Einsatz ihrer bäuerlichen Gerätschaften wurden ebenso festgehalten wie im Atelier angefertigte Skizzen und Zeichnungen auf Fotopapier, Aluminiumfolien und plastifizierten Material. Stricke, Fäden, farbige Bänder und Hölzer in und vor dem Objekt bildeten einen neu erschaffenen Raum. Viele Motive fanden sich als Collagen und als Vorlagen in seinen späteren Arbeiten wieder.
Im Jahre 1972 erhielt Rautenstrauch einen Lehrauftrag an der École des Beaux-Arts in Nantes. Einige Jahre später entdeckte der Künstler die Stereoskopie neu. Er war fasziniert von der alten Technik, versuchte diese in seinen Arbeiten zu integrieren. Der Raum in der dreidimensionalen Technik und der Holografie ließen ihn nicht los. Seine Kataloge wie Raumbilder (1985), Relief-Art (1994), Kl@nghaus (1990) oder auch ZeichenRaumklang (2011) gaben dies wieder. Für viele seiner Arbeiten schuf er eigens „Sehbetrachter“ (observateurs stereoscopiques), mannshohe Skulpturen, die vor dem Kunstobjekt aufgestellt wurden. Mit den auf Augenhöhe eingearbeiteten prismatisch geschliffenen Gläsern wurde das Kunstobjekt dreidimensional fixiert und gestattete dem Betrachter ein sinnliches Seh-Erlebnis. Mitte der 1990er Jahre hielten zunehmend auch die digitalen Medien wie Bildbearbeitung und Videosequenzen Einzug in seinen Arbeiten.
Im Jahre 1982 wurde er als Professor an die École nationale supérieure d'architecture von Nantes berufen. Wichtige Studienreisen in die europäischen Kunstzentren folgten. 2007 beendete er seine Lehrtätigkeit.

## Raum Zeichen Klang

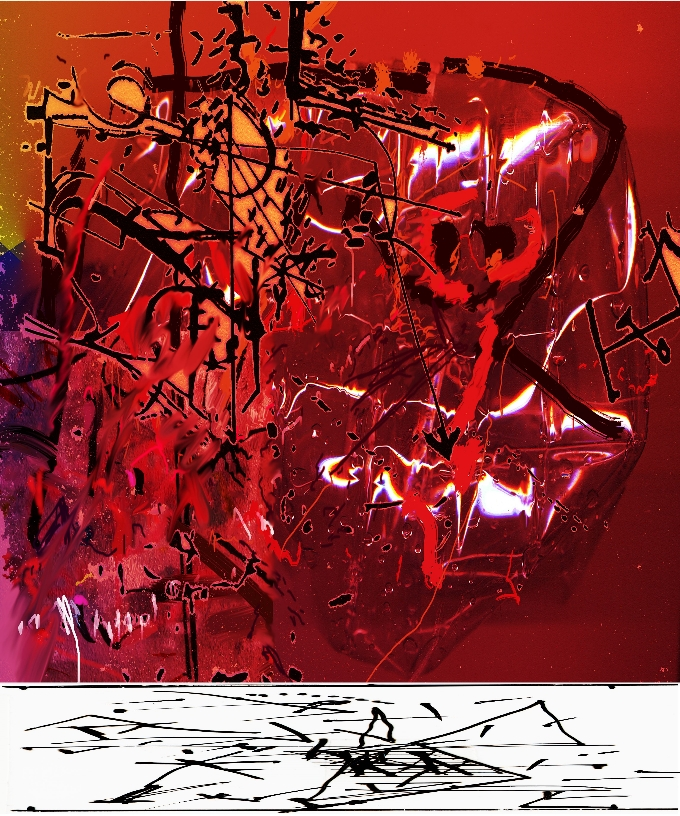
Klangbild – figure sonore, 1994

Das zentrale künstlerische Bestreben des Künstlers war es, mit Hilfe von Form, Farbe und Klang virtuelle Räume zu schaffen. Die Inspiration durch die Musik spielte für viele seiner Bilder und Kunstinstallationen eine große Rolle: So für die große Installation „Fotoband“ aus dem Jahre 1975 und später die Videomusik-Arbeit „Brachland“, die von Franz Schuberts Musik angeregte Winterreise und die Goldberg-Variationen nach Johann Sebastian Bach. Zeitgenössische Komponisten wie Karlheinz Stockhausen fanden durch Kompositionszitate einen Widerhall in Rautenstrauchs Werk.

## Ausstellungen (Auswahl)
- 1972 Nantes, Galerie Argos Aide à la première exposition Interpenetrations
- 1973 Aachen, Studion Teile zu einem Teil
- 1975 Rennes, Maison de la Culture Le temps d'une journée
- 1976 Nantes, Musée des Beaux Arts Fotoband (Œuvre acquise par le Musée)
- 1976 Decker, Rautenstrauch, Tripp : Württ. Kunstverein Stuttgart,
- 1977 Les Sables d’Olonne, Musée des Beaux Arts
- 1979 Nantes, Galérie Convergence Partition visuelle
- 1982 Professor an der École d'Architecture de Nantes
- 1983 Nantes, Manufacture Double Vision
- 1985 Nantes, Raumbilder, Memory 1-X
- 1985 München, Holographie Galerie Anaglyphen, Integraphien, Stereoskopische Objekte
- 1988 Stadt Ostfildern, für drei Augen
- 1989 Paris, Galerie Convergence, Perspectives insolites
- 1990 Berlin Birdo-Academie, Binculare Installationen
- 1993 Rezé, Espace Diderot, Battement de cils
- 1993 Berlin, Künstler für Europa
- 2001 Nantes, Maison de l'Avocat, Figures sonorespour une maisonde bord de mer
- 2005 Nantes, le Temple de gout (mit Jean-Luc Giraud), Les jours et les jours
- 2006 La Chapelle-Basse-Mer Memorial pour le carré des fusillées espagnols
- 2006 Orvault, l'Odyssée, les modulations de la lyre
- 2007 Nantes BPA Iris Portland, 3D-Gallery Urbain Spaces
- 2007 Urbach, Museum am Widumhof Brachland
- 2008 Nantes, Galérie Conflence Kunstfabrik
- 2008 Nantes, Galerie le Rayon Vert avec Jean-Luc Giraud Pixel/Pinsel
- 2011 Ebingen, Galerie Albstadt ZeichenRaumKlang
- 2012 Nantes, Galerie Loire, ENSAN Debut inventaire[3]
- 2014 Rezé, Café des négociants Archis et Cie
- 2015 Nantes, Notre Dame de Lumières Variations
- 2017 Zwickau, Galerie am Dom Hommage à Ekkehart Rautenstrauch[4]
- 2017 Zwickau Schweizer Kunstsammler spendet der Stadt 3 Werke von Ekkehart Rautenstrauch[5]
- 2017 Nantes, Maison d'Avocats Dessins lumières